# Biserica de lemn din Sfăraș, Sălaj

Imagine cu biserica de lemn din Sfăraş

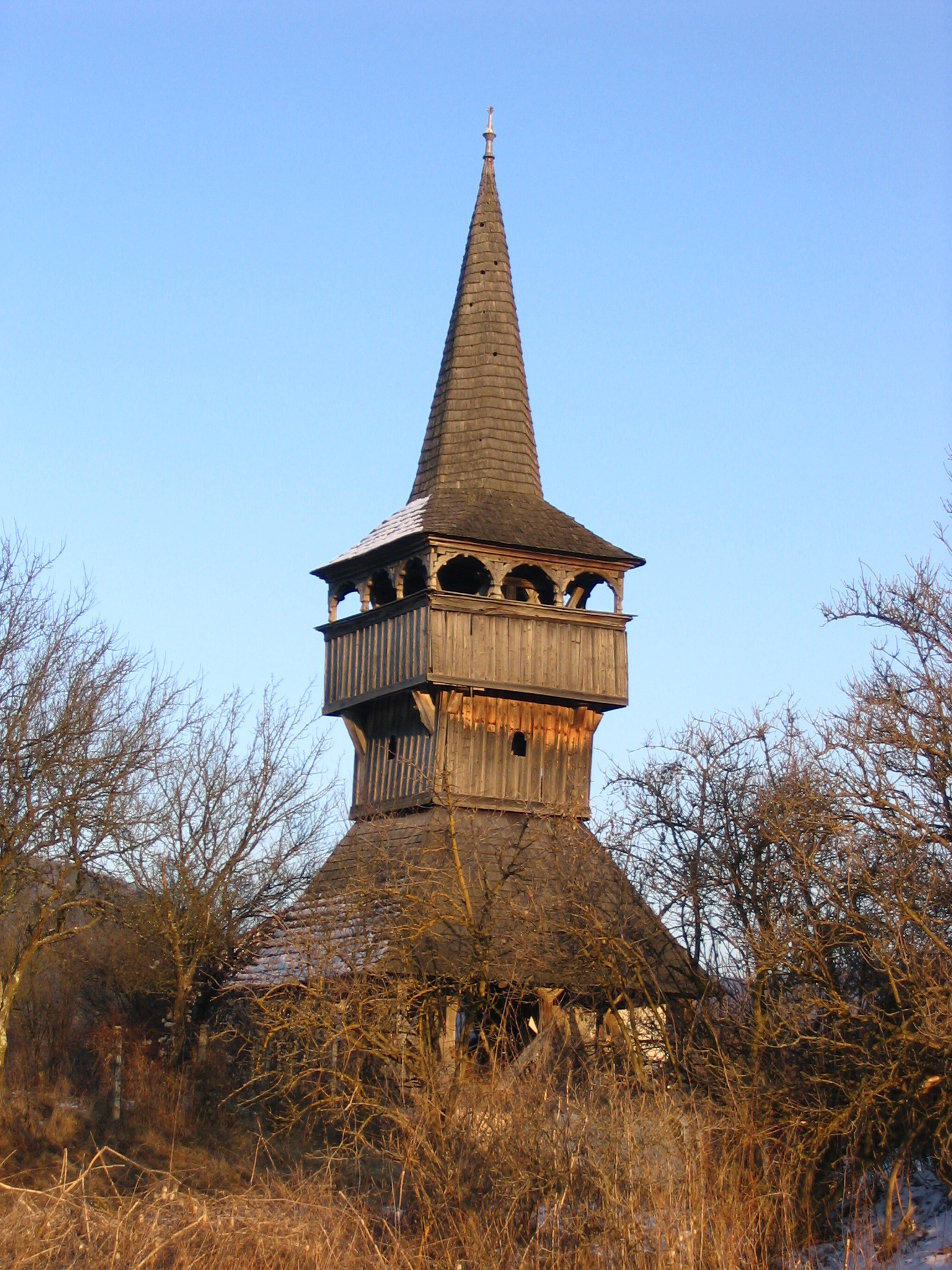
Clopotniţa de lemn a bisericii reformate din Sfăraş. Foto: 2006

Biserica de lemn din Sfăraș, comuna Almașu, județul Sălaj, folosită de mica comunitate românească din acest sat a existat, probabil, până puțin după cel de-al doilea război mondial. Noua biserică de zid, edificată între anii 1937 - 1943 încă nu era gata la data editării Șematismului Eparhiei Greco-Catolice de Cluj-Gherla pe anul 1947, de aceea putem presupune că la acea dată biserica încă era folosită pentru cult. Lucrarea cercetătoarei maghiare Balogh J. - Az Erdélyi Fatemplomok Kutatásának Mai Állasa, prin publicarea fotografiei bisericii de lemn din Sfăraș, face posibilă păstrarea pentru generațiile următoare a încă unei biserici răpuse de modernitate.  

## Istoric și trăsături
Publicată într-o lucrare dedicată clopotnițelor și bisericilor de lemn din Transilvania, imaginea vechii biserici de lemn este comparată cu imaginea clopotniței reformate maghiare din aceeși localitate. Biserica de lemn, construită în anul 1864 avea hramul Pogorârea Sfântului Spirit.
Imaginea vechii biserici românești de lemn prezintă un edificiu aflat în cimir, cu un turn clopotniță suprapus pronaosului. Turnul clopotniță, foarte asemănător cu clopotnița bisericii reformate are o galerie deschisă, puțin ieșită în exterior. Biserica avea pe latura de vest și, probabil, pe latura de sud o prispă.  